# Salmanasar IV

(781 r. p.n.e.) Za eponimatu Salmanasara (IV), [króla Asyrii,] (wyprawa) do Urartu.
(780 r. p.n.e.) Za eponimatu Szamszi-ilu, [nacz]elnego dowódcy wojsk (turtānu), (wyprawa) do Urartu.
(779 r. p.n.e.) Za eponimatu Marduk-remanni, wielkiego podczaszego (rab šāqē), (wyprawa) do Urartu.
(778 r. p.n.e.) Za eponimatu Bel-leszera, herolda pałacu (nāgir ekalli), (wyprawa) do Urartu.
(777 r. p.n.e.) Za eponimatu Nabu-iszdeja-ka''ina, intendenta pałacu (abarakku), (wyprawa) do Itu'a.
(776 r. p.n.e.) Za eponimatu Pan-Aszur-lamura, gubernatora Aszur (šakin māti), (wyprawa) do Urartu.
(775 r. p.n.e.) Za eponimatu Nergal-erisza, gubernatora Rasappy, (wyprawa) do góry cedrowej.
(774 r. p.n.e.) Za eponimatu Isztar-duri, gubernatora Nasibiny, (wyprawa) do Urartu i Namri.
(773 r. p.n.e.) Za eponimatu Mannu-ki-Adada, [gub]ernatora Raqmat, (wyprawa) do Damaszku.
(772 r. p.n.e.) Za eponimatu Aszur-belu-usura, [gub]ernatora Kalchu, (wyprawa) do Hatarikki.

Salmanasar IV, właśc. Salmanu-aszared IV (akad. Salmānu-ašarēd, w transliteracji z pisma klinowego zapisywane mdSILIM-ma-nu-MAŠ, tłum. „bóg Salmanu jest pierwszy/najważniejszy”) – król Asyrii, syn i następca Adad-nirari III, brat i poprzednik Aszur-dana III. Według Asyryjskiej listy królów panować miał przez 10 lat. Jego rządy datowane są na lata 782-773 p.n.e.
Źródła dotyczące panowania tego władcy są ubogie. Wiadomo, iż w 781 r. p.n.e., w pierwszym pełnym roku jego panowania, kiedy sprawował też urząd limmu (eponima), miała miejsce wyprawa wojenna do Urartu. Urartu stało się też celem wypraw wojennych armii asyryjskiej w 780, 779, 778, 776 i 774 r. p.n.e. W pozostałych latach rządów Salmanasara IV armia asyryjska wyprawiała się do krainy Itu'a (777 r. p.n.e.), do góry cedrowej (775 r. p.n.e.), do Damaszku (773 r. p.n.e.) i do Hatarikki (772 r. p.n.e.). Wszystkie powyższe informacje pochodzą z asyryjskiej kroniki eponimów, która zachowała również imiona dostojników sprawujących kolejno po królu urząd eponima. Szczególnie ważną rolę wśród nich odgrywał Szamszi-ilu, naczelny dowódca wojsk (turtānu), który w 780 r. p.n.e., zaraz po Salmanasarze IV, pełnił urząd eponima. Według inskrypcji Salmanasara IV na steli z Pazarcık Szamszi-ilu miał wziąć udział w wyprawie do Damaszku, gdzie Salmanasar IV otrzymał od Hadianu, króla Damaszku, trybut, w tym jego córkę z bogatym posagiem. Po powrocie z Damaszku Salmanasar IV rozkazał wznieśĉ wspomnianą stelę jako wyznacznik nowej granicy dla Uszpilulume, króla Kummuhu. Inny dostojnik Salmanasara IV, Bel-Harran-beli-usur, znany jest z własnej inskrypcji wyrytej na steli odnalezionej w Tell Abta. W inskrypcji tej pierwotnie tytułował on siebie heroldem pałacu (nāgir ekalli) Salmanasara IV, później jednak imię tego króla zostało usunięte i zastąpione imieniem króla Tiglat-Pilesera III. Sama inskrypcja upamiętnia wzniesienie nowego miasta zwanego Dur-Bel-Harran-beli-usur („Twierdzą Bel-Harran-beli-usura”). Tradycyjnie decyzję o budowie nowego miasta należała do króla, ale w tym wypadku akt wzniesienia miasta Bel-Harran-beli-usur wydaje się bardziej przypisywać sobie niż królowi.